# Grolos (Lugo)
Grolos (llamada oficialmente Santa Cruz de Grolos) es una parroquia y una aldea española del municipio de Guntín, en la provincia de Lugo, Galicia.

## Organización territorial
La parroquia está formada por tres entidades de población:
- Castro (O Castro)
- Corbacín
- Grolos

## Demografía

### Parroquia
| Gráfica de evolución demográfica de Grolos (parroquia) entre 2000 y 2020 |
|                                                                          |
| Datos según el nomenclátor publicado por el INE.                         |

### Aldea
| Gráfica de evolución demográfica de Grolos (aldea) entre 2000 y 2020 |
|                                                                      |
| Datos según el nomenclátor publicado por el INE.                     |